# Leona Klein
Leona Klein (* 8. Dezember 2000 in Frankfurt am Main) ist eine deutsche Bobpilotin und ehemalige Turnerin.

## Leben
Klein wuchs in Mörfelden-Walldorf auf. Die ehemalige Turnerin bei Eintracht Frankfurt wechselte 2021 die Sportart, nachdem sie während der Corona-Zeit am Bob-Training teilgenommen hatte, weil ihre eigene Trainingshalle gesperrt war. Nach einer ersten Saison 2021/22 als Anschieberin und dem 7. Platz beim Europacup in Lillehammer wechselte sie zur Saison 2022/23 an die Lenkseile.
2025 holte sich  Klein, die für den BRC Thüringen startet, den Junioren-Weltmeistertitel im Monobob  und wurde eine Woche später gemeinsam mit ihrer Anschieberin Sydney Hollering Junioren-Europameisterin im Zweierbob.
In der Saison 2024/25 stand sie im Europacup im Monobob zweimal (Altenberg und St. Moritz) und im Zweierbob dreimal (Winterberg (2×) und St. Moritz) auf einem Podiumsplatz.
Klein ist Studentin an der Deutschen Sporthochschule Köln.

## Sportliche Erfolge Turnen
- 2013 Deutsche Meisterin W12/13[7][8]
- 2014 Deutscher Meister TGW -Jugend[7][8]
- mehrfache Hessenmeister TGW - Jugend[7][9][10]

## Sportliche Erfolge Bob

### Saison 23/24
- 4. Platz Junioren EM 2024 Innsbruck-Igls
- 6. Platz Europa Cup mit Luzie Probst 2024 Innsbruck-Igls
- Deutscher Vize-Meister 2024 mit Cecilia Kuntz in Altenberg

### Saison 24/25
- 3. Platz Europacup Monobob Altenberg[11]
- Junioren-Weltmeisterin Monobob (Altenberg)
- Junioren-Europameisterin mit Sydney Hollering Zweierbob in Winterberg
- 1. Platz Europacup mit Sydney Hollering in Winterberg[12]
- 2. Platz Europacup mit Michaela Blanck in Winterberg[13]
- 2. Platz Europacup Monobob St. Moritz[14]
- 3. Platz Europacup Zweierbob mit Mira Baus St. Moritz[15]